# Palau Huerto Ruano
El Palau Hort Ruano està situat en Llorca, en l'avinguda Juan Carlos I i és, en l'actualitat, propietat municipal. Es va declarar Bé d'Interès Cultural en 1993. S'utilitza com a museu i per a exposicions.

## Història
Aquesta vil·la urbana va ser manada erigir per Raimundo Ruano Blázquez, polític i acabalat home de negocis que havia passat un temps de la seva joventut a Edimburg dirigint la casa comercial del seu pare. El lloc triat per a la seva construcció es localitzava en la llavors Albereda d'Espartero, actual Avinguda Juan Carlos I, via oberta poc temps abans que anava a acollir en aquell temps els habitatges familiars de membres destacats de la societat llorquina.
En 1877 es va manar aixecar aquest bell palauet, el projecte del qual va dissenyar l'arquitecte llorquí Francisco Navarro Alcaraz. Mentre que la construcció va ser dirigida pel mestre d'obres Juan Gil. Les obres es van concloure en 1879, encara que les decoracions interiors no van concloure fins a l'any 1890. El seu estil correspon a un eclecticisme molt d'acord amb la línia general europea d'aquesta època de la Restauració, amb un sabor netament clasicista en la distribució coherent i harmònica de la seva façana.

### Propietaris posteriors
Per l'any 1903 se situa en el Palau Ruano la nova sucursal del Banc de Cartagena, afecte als interessos miners i polítics de la família Romanones–Raimundo Ruano havia militat en el mateix Partit Liberal representant a Llorca en les Corts en 1897-1899, fins que en 1917 l'edifici és venut a Simón Mellado Benítez, qui fos alcalde de Llorca, i amb posterioritat ho adquireix la família Cachá.
En 1925, l'arquitecte modernista de Cartagena, Víctor Beltrí va dirigir la reforma de l'edifici que li va proporcionar una nova configuració.
En els anys 80 l'Ajuntament va fer diligències perquè en aquest immoble quedés instal·lat el futur Museu de Llorca i es va iniciar l'expedient per a la seva declaració com a Monument Històric-Artístic.
Finalment, en 1993 l'Hort Ruano va ser declarat Bé d'Interès Cultural (BIC), i en 1996 ho va comprar la Corporació Municipal, la qual cosa va evitar un procés de progressiva deterioració, preservant i enriquint així el patrimoni de la ciutat de Llorca. Restaurades feliçment les pintures de Guimbarda en el Taller de Restauració Municipal i, després d'una profunda actuació arquitectònica i de recuperació d'altres elements ornamentals, l'edifici va a acollir la seu de l'Institut Universitari Propi d'Estudis Fiscals i Financers de la Universitat de Múrcia.

## Arquitectura
L'edifici presenta planta quadrada i dos pisos en altura. En els extrems del cos central de la casa se situen dues torres de planta poligonal cobertes per chapitel. El cos central està rematat per una cornisa sobre la qual apareix frontó corb decorat amb relleus. Aquests representen la figura d'un angelot que descansa sobre una sèrie de decoracions vegetals.
La façana de la planta baixa està realitzada amb carreus, mentre que en la planta superior apareix la maçoneria, amb un esquerdejat que simula l'ús de maons.
La planta baixa presenta grans finestrals de llinda, decorats amb relleus florals. Flanquejant la porta principal trobem dos d'aquests finestrals, decorats amb motllures i rematats per frontó corb. Aquests es troben separats de la resta per dues pilastres adossades al mur, pilastres que es perllonguen en el pis superior encara que amb diferent decoració. A la porta principal s'arriba a través d'una escalinata de marbre amb balaustrada. La porta de llinda presenta una decoració similar als finestrals que la flanquegen, encara que en aquest cas el frontó que la corona té forma triangular. Aquest pis queda separat del superior mitjançant una motllura que recorre tota la façana.
En el pis superior se situa una gran balconada central realitzat en forja que tanca tres finestrals. Aquestes finestres són d'arc de llinda i decorades amb frontons. Aquests frontons tenen forma triangular en les finestres dels extrems i semicircular en la central. A banda i banda d'aquest conjunt existeixen altres dues balconades, similars a l'anterior, però de menor grandària. En aquest cas les finestres estan rematades per una motllura decorada amb relleus florals. La gran balconada central està separat dels laterals per dues pilastres adossades al mur, decorades amb estriacions, i coronades per relleus florals. La part superior de la façana, sota la cornisa, està ornamentada per un fris corregut amb relleus florals i vegetals.
Les torres que flanquegen el cos central de l'edifici presenten planta poligonal i tres pisos en altura, coronats per chapitel. La decoració dels dos primers pisos és la mateixa que la del cos central. L'últim pis està compost per un àtic d'escasses dimensions, en el mur de les quals s'obren petites finestres d'arc de llinda de forma quadrangular.
L'interior compta amb una àmplia escala imperial amb baranes fetes en bronze i balustrades de cristall dissenyada per Víctor Beltrí i procedents de la coneguda fàbrica Valarino de Cartagena. Tant l'entrada com la caixa de l'escala estan decorades amb pintures de Wssel de Guimbarda, que representen al·legories de les Arts i les Quatre Estacions. L'edifici explica també amb salons destacats com la Sala de Ball, situada en la planta superior, o el Saló de Reunions d'estil neonazarita, la decoració del qual compta amb arcs de ferradura, arcs polilobulats, rajoleria, guixeries policromades, etc.
En l'exterior, l'immoble està envoltat d'un reixat de ferro, amb una porta entre dos pilars de pedreria que sustenten les escultures de la Indústria i l'Agricultura. El jardí de l'entrada, planificat com a espai lúdic i social, posseeix en el seu centre un petit estany coronat per una escultura en pedra –amb un nen jugant amb una oca– del tallista llorquí Juan Dimas Morales.